# 영훈 (1993년)
영훈(본명: 정영훈, 1993년 1월 15일 ~ )은 대한민국의 가수이자 배우이다. 대한민국의 보이 그룹 헤일로의 멤버였으며, 현재는 일본의 보이 그룹 ORβIT의 멤버이다. 헤일로 활동 당시 오운이라는 예명을 사용했다.

## 약력
2014년에 헤일로의 멤버로 데뷔하였으나 2019년 해체하였다. 같은 해, 《PRODUCE 101 JAPAN》에 참가하였으나 도중에 하차하였다.
2020년, 오르빗의 멤버로 데뷔하였다.

## 음반 목록

### 기타
- Fly Day (2017, 평창 동계올림픽 G-100을 기념하는 특별 이벤트 테마송)

## 출연 작품

### 텔레비전 드라마
- 《화랑》 (2016-2017) - 김기보 역